# Dennis Rodman
Dennis Keith Rodman (Trenton, 13 maggio 1961) è un ex cestista e allenatore di pallacanestro statunitense.
Nella sua carriera ha vinto cinque titoli NBA, la classifica dei rimbalzisti per sette volte e per due volte il premio di miglior difensore della lega, ma è conosciuto anche per il suo modo eccentrico di comportarsi dentro e fuori dal campo.
Annoverato come uno tra i migliori giocatori NBA di tutti i tempi, giocava in una delle posizioni che richiedono maggiore forza fisica, l'ala grande, e nonostante la non ragguardevole altezza per il ruolo (203 cm) è stato il più forte rimbalzista della sua generazione e uno dei migliori difensori nel suo ruolo.

## Carriera

### High school e college
Rodman, cresciuto a Dallas, non sembrava potesse avere un futuro come giocatore di basket; le cose cambiarono quando crebbe di ventitré centimetri in due anni, dopo aver finito il liceo, arrivando a una ragguardevole altezza di 1,98 m. Dopo un periodo passato all'università, giocò per la Southeastern Oklahoma State University, in cui mostrò la sua bravura in difesa e in attacco.

### NBA

#### Detroit Pistons
Rodman fu notato dai Detroit Pistons, che lo chiamarono al secondo giro del draft NBA 1986. In quell'anno, la squadra di Detroit era guidata da Isiah Thomas, Joe Dumars e Bill Laimbeer; con loro giocavano Adrian Dantley, Vinnie Johnson, John Salley e Rick Mahorn. La forza fisica di Rodman era perfetta per una squadra conosciuta per il suo gioco duro e la difesa tenace, ma i Pistons furono tuttavia sconfitti nella finale di Conference del 1987 dai Boston Celtics, nonostante Rodman fosse riuscito a limitare Larry Bird.
Nel 1988 Rodman migliorò ancora, aumentando il suo contributo in difesa, e questa volta i Pistons sconfissero i Celtics nella finale di Conference, perdendo però poi quella NBA contro i Los Angeles Lakers. Nel 1989 i suoi sforzi furono ricompensati con il premio di miglior difensore, che vinse anche l'anno successivo. Fu il secondo rimbalzista della squadra dietro a Laimbeer e aiutò i Pistons a battere gli emergenti Chicago Bulls nella finale di Conference e a vincere il loro primo anello NBA, andandosi così a prendere la rivincita contro i Lakers. Nel 1990 il copione fu simile: i Pistons vinsero contro i Bulls nelle finali della Eastern Conference, conquistarono il loro secondo titolo, stavolta contro i Portland Trail Blazers, e Rodman vinse di nuovo il premio come miglior difensore. I Pistons stabilirono inoltre il record di vittorie della franchigia nella stagione regolare, 63.

#### Chicago Bulls
Nella off-season del 1993 Rodman chiese alla dirigenza Pistons di essere ceduto e fu accontentato, finendo ai San Antonio Spurs, scambiato con il 24enne all-star Sean Elliott. Nel corso del biennio in Texas il suo impiego è stato in gran parte stabile, ha ricevuto diversi riconoscimenti e non ha subito infortuni che alterassero la carriera, tuttavia - tramite un accordo che è stato da alcuni definito come il risultato di uno dei più rapidi declini (non correlati agli infortuni) del valore commerciale nella storia della NBA - finì ai Chicago Bulls in cambio del centro di riserva Will Perdue per riempire il vuoto lasciato nel ruolo di ala forte da Horace Grant. I Bulls, con Rodman e il ritorno di Michael Jordan, vinsero 25 partite in più rispetto alla stagione precedente, passando da 47 a 72 e stabilendo il record di vittorie nell'NBA, rimasto imbattuto fino alla stagione 2015-2016, in cui i Golden State Warriors vinsero ben 73 partite. In seguito, durante i play-off, i Bulls arrivarono facilmente in finale e alla vittoria del titolo NBA. Rodman, Jordan e Scottie Pippen entrarono tutti a far parte dell'All-Defensive First Team: era la prima volta che succedeva a tre giocatori della stessa squadra. Rodman guidò la classifica dei rimbalzi per il quinto anno consecutivo e Jordan quella dei punti segnati. Si sarebbero ripetuti nel 1997 e nel 1998, facendo vincere alla squadra tre titoli consecutivi per la seconda volta nel decennio.

#### Los Angeles Lakers
Rodman lasciò Chicago a fine stagione, quando i Bulls iniziarono una massiccia ricostruzione, e si trasferì ai Los Angeles Lakers.

#### Allenatore
Fu il vice allenatore dei Chicago Bulls dal 2007 al 2008, quando, dopo l'esonero di Jim Boylan, decise di ritirarsi.

### Dopo il ritiro

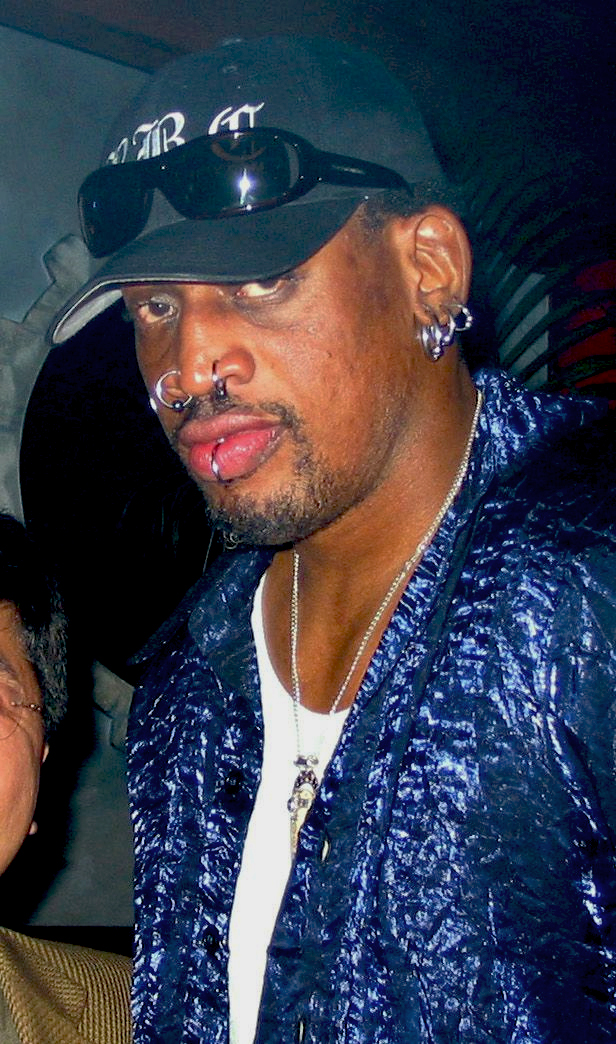
Dennis Rodman nel 2001

Il 6 novembre 2005 giocò una partita con i Torpan Pojat, disputata contro i Tapiolan Honka. In 28 minuti di utilizzo, segnò 17 punti e catturò 6 rimbalzi. Ha segnato quindici dei suoi 17 punti dall'arco dei tre punti, nonostante avesse effettuato 13 tentativi. La presenza di Rodman attirò una folla record per la lega finlandese: 7.427 persone arrivarono all'Ice Hockey Dome di Helsinki.
Il 27 agosto 2008, durante il discorso tenuto per il conferimento di una laurea ad honorem, Phil Jackson ha definito Rodman il migliore atleta, da un punto di vista fisico, che abbia mai allenato, nonostante Jackson sia stato coach di atleti del calibro di Kobe Bryant, Michael Jordan e Shaquille O'Neal.
Durante il suo discorso tenuto all'entrata nella Basketball Hall of Fame, Rodman è apparso molto emozionato; sempre in questo discorso ha affermato di considerare Jackson come un padre e di essere molto grato ai suoi compagni ai tempi dei Bulls Pippen e Jordan e di considerarli i due migliori cestisti con cui abbia mai giocato. Ha inoltre affermato di voler essere un buon padre per i suoi figli, essendo stato privo lui stesso di tale figura nella sua vita.
Nel febbraio 2013 ha accompagnato il giornalista di Vice Ryan Duffy in Corea del Nord, dove ha avuto modo di incontrare il leader nordcoreano Kim Jong-un e di assistere con lui ad un'esibizione di pallacanestro. È ritornato in Corea del Nord nel settembre 2013, incontrando nuovamente il capo del governo.

## Statistiche

### NBA
| † | Denota una stagione dove ha vinto il titolo NBA |
| * | Primo nella lega                                |

### NCAA II
| Anno      | Squadra       | PG | PT | MP | TC%  | 3P% | TL%  | RP   | AP  | PRP | SP  | PP   |
| --------- | ------------- | -- | -- | -- | ---- | --- | ---- | ---- | --- | --- | --- | ---- |
| 1983-1984 | SOSU S. Storm | 30 | -  | -  | 61,8 | -   | 65,5 | 13,1 | 0,8 | 1,0 | 1,0 | 26,0 |
| 1984-1985 | SOSU S. Storm | 32 | -  | -  | 64,8 | -   | 56,6 | 15,9 | 0,4 | 1,2 | 1,3 | 26,8 |
| 1985-1986 | SOSU S. Storm | 34 | -  | -  | 64,5 | -   | 65,5 | 17,8 | 0,8 | 1,8 | 1,6 | 24,4 |
| Carriera  | Carriera      | 96 | -  | -  | 63,7 | -   | 62,5 | 15,7 | 0,6 | 1,4 | 1,3 | 25,7 |

#### Regular season
| Anno       | Squadra           | PG  | PT  | MP   | TC%   | 3P%  | TL%  | RP    | AP  | PRP | SP  | PP   |
| ---------- | ----------------- | --- | --- | ---- | ----- | ---- | ---- | ----- | --- | --- | --- | ---- |
| 1986-1987  | Detroit Pistons   | 77  | 1   | 15,0 | 54,5  | 0,0  | 58,7 | 4,3   | 0,7 | 0,5 | 0,6 | 6,5  |
| 1987-1988  | Detroit Pistons   | 82  | 32  | 26,2 | 56,1  | 29,4 | 53,5 | 8,7   | 1,3 | 0,9 | 0,5 | 11,6 |
| 1988-1989† | Detroit Pistons   | 82  | 8   | 26,9 | 59,5* | 23,1 | 62,6 | 9,4   | 1,2 | 0,7 | 0,9 | 9,0  |
| 1989-1990† | Detroit Pistons   | 82  | 43  | 29,0 | 58,1  | 11,1 | 65,4 | 9,7   | 0,9 | 0,6 | 0,7 | 8,8  |
| 1990-1991  | Detroit Pistons   | 82  | 77  | 33,5 | 49,3  | 20,0 | 63,1 | 12,5  | 1,0 | 0,8 | 0,7 | 8,2  |
| 1991-1992  | Detroit Pistons   | 82  | 80  | 40,3 | 53,9  | 31,7 | 60,0 | 18,7* | 2,3 | 0,8 | 0,9 | 9,8  |
| 1992-1993  | Detroit Pistons   | 62  | 55  | 38,9 | 42,7  | 20,5 | 53,4 | 18,3* | 1,6 | 0,8 | 0,7 | 7,5  |
| 1993-1994  | San Antonio Spurs | 79  | 51  | 37,8 | 53,4  | 20,8 | 52,0 | 17,3* | 2,3 | 0,7 | 0,4 | 4,7  |
| 1994-1995  | San Antonio Spurs | 49  | 26  | 32,0 | 57,1  | 0,0  | 67,6 | 16,8* | 2,0 | 0,6 | 0,5 | 7,1  |
| 1995-1996† | Chicago Bulls     | 64  | 57  | 32,6 | 48,0  | 11,1 | 52,8 | 14,9* | 2,5 | 0,6 | 0,4 | 5,5  |
| 1996-1997† | Chicago Bulls     | 55  | 54  | 35,4 | 44,8  | 26,3 | 56,8 | 16,1* | 3,1 | 0,6 | 0,3 | 5,7  |
| 1997-1998† | Chicago Bulls     | 80  | 66  | 35,7 | 43,1  | 17,4 | 55,0 | 15,0* | 2,9 | 0,6 | 0,2 | 4,7  |
| 1998-1999  | L.A. Lakers       | 23  | 11  | 28,6 | 34,8  | 0,0  | 43,6 | 11,2  | 1,3 | 0,4 | 0,5 | 2,1  |
| 1999-2000  | Dallas Mavericks  | 12  | 12  | 32,4 | 38,7  | 0,0  | 71,4 | 14,3  | 1,2 | 0,2 | 0,1 | 2,8  |
| Carriera   | Carriera          | 911 | 573 | 31,7 | 52,1  | 23,1 | 58,4 | 13,1  | 1,8 | 0,7 | 0,6 | 7,3  |
| All-Star   | All-Star          | 2   | 0   | 18,0 | 36,4  | -    | -    | 8,5   | 0,5 | 0,5 | 0,5 | 4,0  |

#### Play-off
| Anno     | Squadra           | PG  | PT | MP   | TC%  | 3P%  | TL%  | RP    | AP  | PRP | SP  | PP  |
| -------- | ----------------- | --- | -- | ---- | ---- | ---- | ---- | ----- | --- | --- | --- | --- |
| 1987     | Detroit Pistons   | 15  | 0  | 16,3 | 54,1 | -    | 56,3 | 4,7   | 0,2 | 0,4 | 1,1 | 6,5 |
| 1988     | Detroit Pistons   | 23  | 0  | 20,6 | 52,2 | 0,0  | 40,7 | 5,9   | 0,9 | 0,6 | 0,6 | 7,1 |
| 1989†    | Detroit Pistons   | 17  | 0  | 24,1 | 52,9 | 0,0  | 68,6 | 10,0  | 0,9 | 0,4 | 0,7 | 5,8 |
| 1990†    | Detroit Pistons   | 19  | 17 | 29,5 | 56,8 | -    | 51,4 | 8,5   | 0,9 | 0,5 | 0,7 | 6,6 |
| 1991     | Detroit Pistons   | 15  | 14 | 33,0 | 45,1 | 22,2 | 47,1 | 11,8  | 0,9 | 0,7 | 0,7 | 6,3 |
| 1992     | Detroit Pistons   | 5   | 5  | 31,2 | 59,3 | 0,0  | 50,0 | 10,2  | 1,8 | 0,8 | 0,4 | 7,2 |
| 1994     | San Antonio Spurs | 3   | 3  | 38,0 | 50,0 | 0,0  | 16,7 | 16,0  | 0,7 | 2,0 | 1,3 | 8,3 |
| 1995     | San Antonio Spurs | 14  | 12 | 32,8 | 54,2 | 0,0  | 57,1 | 14,8* | 1,3 | 0,9 | 0,0 | 8,9 |
| 1996†    | Chicago Bulls     | 18  | 15 | 34,4 | 48,5 | -    | 59,3 | 13,7* | 2,1 | 0,8 | 0,4 | 7,5 |
| 1997†    | Chicago Bulls     | 19  | 14 | 28,2 | 37,0 | 25,0 | 57,7 | 8,4   | 1,4 | 0,5 | 0,2 | 4,2 |
| 1998†    | Chicago Bulls     | 21  | 9  | 34,4 | 37,1 | 25,0 | 60,5 | 11,8  | 2,0 | 0,7 | 0,9 | 4,9 |
| Carriera | Carriera          | 169 | 89 | 28,3 | 49,0 | 14,9 | 54,0 | 9,9   | 1,2 | 0,6 | 0,6 | 6,4 |

#### Massimi in carriera
- Massimo di punti: 34 vs Denver Nuggets (2 gennaio 1991)[3]
- Massimo di rimbalzi: 34 vs Indiana Pacers (4 marzo 1992)
- Massimo di assist: 10 vs Philadelphia 76ers (16 gennaio 1996)
- Massimo di palle rubate: 4 (6 volte)
- Massimo di stoppate: 5 (2 volte)
- Massimo di minuti giocati: 56 vs Utah Jazz (23 febbraio 1994)

## Palmarès
- Campionato NBA: 5

Detroit Pistons: 1989, 1990
Chicago Bulls: 1996, 1997, 1998
- Difensore dell'anno: 2

1990, 1991
- Miglior rimbalzista: 7

1992, 1993, 1994, 1995, 1996, 1997, 1998
- NBA All-Defensive Team: 8
  - First team: 1989, 1990, 1991, 1992, 1993, 1995, 1996
  - Second team: 1994
- All-NBA Team: 2
  - Third team: 1992, 1995
- NBA All-Star Game: 2

1990, 1992
- 4 volte maggior numero di rimbalzi totali in stagione NBA
- 6 volte maggior numero di rimbalzi offensivi in stagione NBA
- 3 volte maggior numero di rimbalzi difensivi in stagione NBA
- Ventitreesimo miglior rimbalzista di sempre NBA
- Undicesimo migliore giocatore di sempre per rimbalzi a partita NBA in regular season (13,12 rimbalzi a partita)
- Inserito nel NBA 75th Anniversary Team
- Inserito nella Naismith Memorial Basketball Hall of Fame nel 2011

## Wrestling
Rodman ha partecipato ad alcuni incontri della WCW e fece parte dell'NWO di Hulk Hogan. La sua prima apparizione fu a Bash at the Beach 1995 a supporto di Hulk Hogan nell'incontro contro Vader mentre il suo primo match fu a Bash at the Beach 1997, il 13 luglio. Era in squadra con Hogan e perse contro Lex Luger e Big Show. A Bash at the Beach 1998, Rodman e Hogan sconfissero Karl Malone e Diamond Dallas Page. Disputò il suo terzo e ultimo incontro il 14 agosto 1999 a Road Wild, perdendo contro Randy Savage.
Nonostante queste sporadiche apparizioni, Rodman fece comunque infuriare i dirigenti della compagnia perché spesso non partecipava agli incontri nei quali doveva promuovere gli eventi in pay-per-view. Inoltre, nel secondo incontro, sembrava alticcio.
Rodman, dal 18 ottobre 2008, è entrato a far parte del programma Hulk Hogan's Celebrity Championship Wrestling, un reality-show sul wrestling. Dopo diverse puntate, il 6 dicembre 2008 si è laureato campione.

## Altre attività
Nel 2015 ha partecipato al videoclip di Burial di Skrillex, Yogi, Pusha T, Trollphace e Moody Good.

## Filmografia parziale

### Cinema
- Eddie - Un'allenatrice fuori di testa (Eddie), regia di Steve Rash (1996)
- Double Team - Gioco di squadra (Double Team), regia di Tsui Hark (1997)
- Vita da principesse (B*A*P*S), regia di Robert Townsend (1997)
- Super agente speciale (Simon Sez), regia di Kevin Alyn Elders (1999)
- Il peggior allenatore del mondo (The Comebacks), regia di Tom Brady (2007)
- The Minis ...nani a canestro! (The Minis), regia di Valerio Zanoli (2007)
- Blunt Movie, regia di Jason Bunch (2013)
- Good Mourning, regia di Machine Gun Kelly e Mod Sun (2022)

### Televisione
- Baywatch – serie TV, episodio 6x15 (1996)
- Una famiglia del terzo tipo (3rd Rock from the Sun) – serie TV, episodi 2x01-2x02 (1996)
- Gli specialisti (Soldier of Fortune, Inc) – serie TV, 17 episodi (1998-1999)
- Cutaway, regia di Guy Manos – film TV (2000)
- Las Vegas – serie TV, episodio 3x02 (2005)
- I Simpson (The Simpsons) – serie animata, episodio 17x04 (2005) – voce

## Doppiatori italiani
- Alessandro Rossi in Double Team - Gioco di squadra, Super agente speciale
- Claudio Fattoretto in Il peggior allenatore del mondo

## Curiosità
- Rodman è conosciuto per il suo comportamento fuori dagli schemi e per l'aspetto stravagante; notoriamente incline a imprecare in pubblico o durante le dirette televisive, portava numerosi tatuaggi e piercing e spesso si tingeva i capelli con colori brillanti molto prima che diventasse una moda comune. Vegetariano, sostenitore della PETA e contrario alle pellicce, per breve tempo è stato sposato con Carmen Electra e indossò un abito da sposa all'incontro per la promozione della sua autobiografia Bad as I Wanna Be.
- Nel 1997 partecipò al film Double Team - Gioco di squadra conquistando tre Razzie Awards come peggiore attore non protagonista, peggior coppia assieme a Jean-Claude Van Damme e peggior esordiente. Nel 2000 interpretò il personaggio di Turbo nel film di Guy Manos Cutaway, con Tom Berenger e Stephen Baldwin.
- Il 30 aprile 2008 è stato arrestato in seguito ad un incidente in un hotel di Los Angeles dopo aver picchiato una donna. A ESPN ha riferito che è stato coinvolto in una controversia interna, ma secondo la polizia non è andata proprio così. Dopo aver passato una notte in cella, il giorno seguente Rodman è uscito dietro pagamento di una cauzione di 50 000 dollari e, appena rilasciato, ha dichiarato che andrà a disintossicarsi dall'alcool, visto che quando ne fa uso può perdere il controllo e diventare violento.
- Nel videogioco Dead or Alive è presente il personaggio Zack, che assomiglia molto a Rodman: la casa produttrice ha reso nota la rassomiglianza e in un episodio del videogioco disponibile in Europa e Nord America Rodman è stato chiamato a doppiare questo personaggio.
- Nel 2006 ha partecipato al Grande Fratello VIP inglese, venendo eliminato dopo ventuno giorni.
- È conosciuto con il soprannome di "The Worm" (il verme) per le movenze che utilizzava da ragazzo giocando con i flipper.
- Il protagonista della serie anime e manga Slam Dunk Hanamichi Sakuragi è ispirato a Rodman, come risulta facilmente intuibile sia dal carattere che dalla sua abilità nei rimbalzi; nella seconda parte della storia Sakuragi adotterà anche la stessa capigliatura di Rodman.